# لیل جان
جاناتان مورتیمر اسمیت (به انگلیسی: Jonathan Smith) (زاده ۲۷ ژانویه، ۱۹۷۱) که با نام لیل جان شناخته می‌شود، رپر و تهیه‌کننده موسیقی آمریکایی است. لیل جان با کلمات خاص خودش مانند «Yeah» و «What?‎» و «Okay» و «Everybody» که با لحن خودش بیان می‌کند مشهور است. او بیشترین کارهای خود را به همراه خوانندگان دیگر همانند پیتبول ,آشر و ال‌ام‌اف‌ای‌او داشته‌است. همچنین او مشوق و حامی اصلی پیتبول در مسیر شروع خوانندگی بوده و کمک شایانی به شکوفایی و کشف استعداد بی نظیر او کرده است.

## فعالیت ها

### آلبوم‌ها
- ۱۹۹۷: Get Crunk, Who U Wit: Da Album
- ۲۰۰۰: We Still Crunk!!
- ۲۰۰۱: Put Yo Hood Up
- ۲۰۰۲: Kings of Crunk
- ۲۰۰۴: Crunk Juice
- ۲۰۱۰: Crunk Rock

### بازی‌های رایانه ای
- Tony Hawk's American Wasteland
- ۲۵To Life
- Def Jam: Icon
- Need for Speed: Underground
- Midnight Club ۳: Dub Edition Remix

### فیلم ها
- ۲۰۰۴: Soul Plane
- ۲۰۰۵: Boss'n Up
- ۲۰۰۵: Hip-Hop Honeys: Las Vegas
- ۲۰۰۶: Date Movie
- ۲۰۰۶: Scary Movie ۴
- ۲۰۰۷:  Class of ۳۰۰۰
- ۲۰۰۸: Smoke and Mirrors
- ۲۰۰۹: Pimp My Ride
- ۲۰۱۰: Freaknik: The Musical